# Thorp, Washington
Thorp är en census-designated place i Kittitas County i delstaten Washington. Vid 2000 års folkräkning hade Thorp 273 invånare.